# Am Mellensee
Am Mellensee é um município da Alemanha, situado no distrito de Teltow-Fläming, no estado de Brandemburgo. Tem 104,41 km² de área, e sua população em 2019 foi estimada em 6.818 habitantes.